# Martin Toft Madsen
Martin Toft Madsen (Birkerød, 20 februari 1985) is een Deens wielrenner die zijn gehele carrière rijdt bij BHS-PL Beton Bornholm

## Carrière
In 2015 werd Madsen, samen met Mathias Westergaard, derde in de Duo Normand. Een jaar later werd hij nationaal kampioen tijdrijden, door twaalf seconden sneller te zijn dan Michael Valgren. Daarnaast werd hij tweede in de Duo Normand, samen met Lars Carstensen, dertiende op het wereldkampioenschap tijdrijden en derde in de Chrono des Nations.
In 2017 won Madsen de Skive-Løbet, waar hij solo als eerste over de finish kwam. Twee maanden later prolongeerde hij zijn nationale titel in het tijdrijden, ditmaal voor Kasper Asgreen en Mikkel Bjerg. In oktober was hij de snelste in de Chrono des Nations.
In 2018 prolongeerde hij nogmaals zijn nationale titel tijdrijden. 

## Overwinningen
2016
 Deens kampioen tijdrijden, Elite
2017
Skive-Løbet
 Deens kampioen tijdrijden, Elite
Chrono des Nations
2018
 Deens kampioen tijdrijden, Elite
Hafjell GP
Chrono Champenois
Duo Normand (met Rasmus Quaade)
Chrono des Nations
2019
2e etappe Ronde van Denemarken (individuele tijdrit)

## Ploegen
- 2015 –  Team Almeborg-Bornholm
- 2016 –  Team Almeborg-Bornholm
- 2017 –  BHS-Almeborg-Bornholm
- 2018 –  BHS-Almeborg-Bornholm
- 2019 –  BHS-Almeborg-Bornholm
- 2020 –  BHS-PL Beton Bornholm
- 2021 –  BHS-PL Beton Bornholm
- 2022 –  BHS-PL Beton Bornholm
- 2023 –  BHS-PL Beton Bornholm
- 2024 –  BHS-PL Beton Bornholm
- 2025 –  BHS-PL Beton Bornholm

Andreasen · Bregnhøj · Hansen · Hjort · Hulgaard · Jensen · Klaris · C. Lisson · J. Lisson · Madsen · Nikolajsen · Pedersen · Quaade · Skov-Jensen · Toudal